# نهر نورمان
نهر نورمان

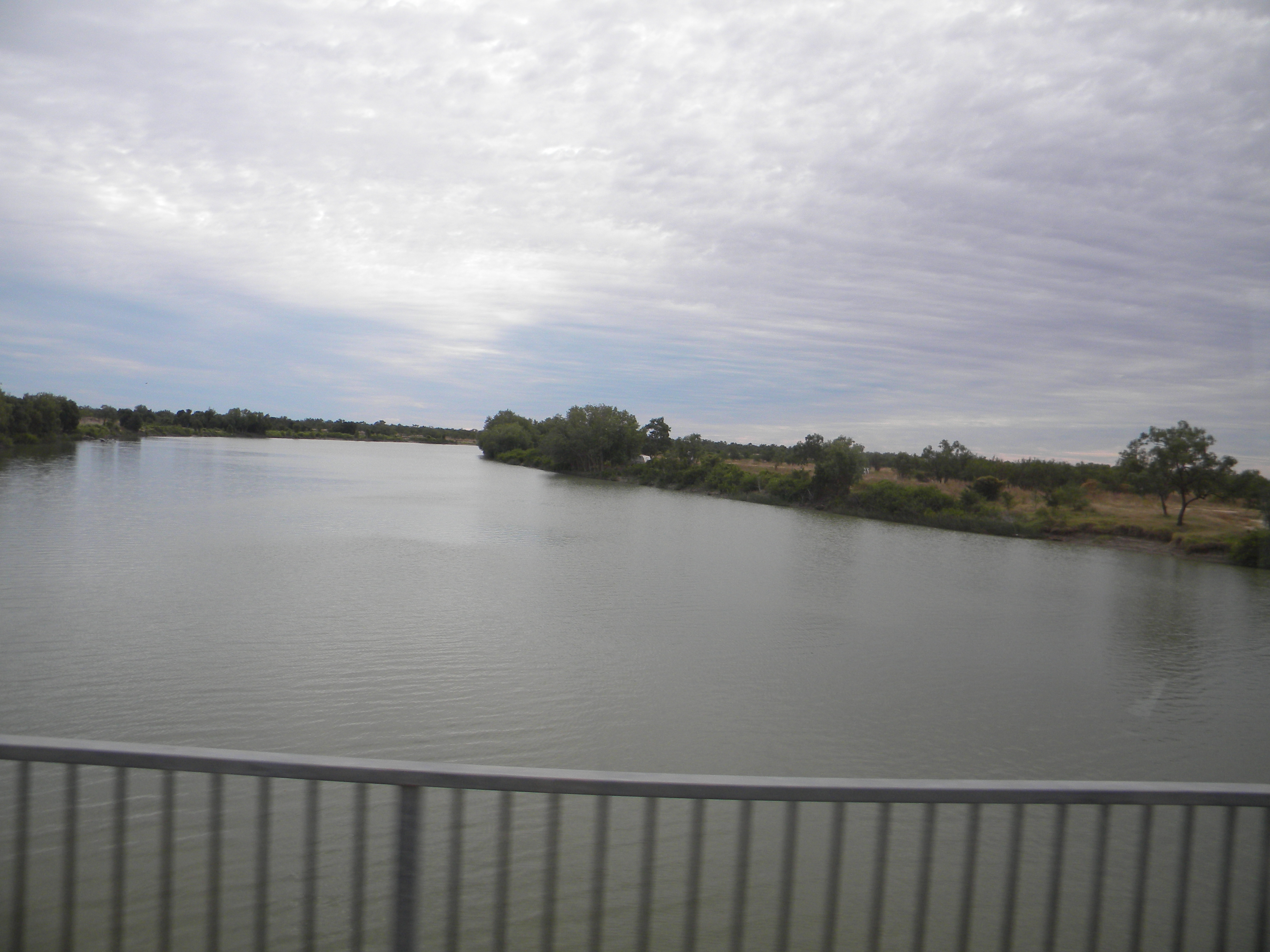

نهر نورمان بالإنجليزية (Norman River): هو نهر بولاية كوينزلاند, أستراليا, ينبع من وسط منطقة غيغوري Gregory على بعد 200 كم جنوب شرق كرويدون Croydon بكوينزلاند, ثم يتدفق لمسافة 420 كم إلى الشمال الشرقي إلى خليج كاربنتاريا وينضم إلى ثلاثة روافد رئيسية:نهر كارون Carron, نهر كلارا Clara, نهر يابار Yappar, النهر يتدفق عبر منطقة نورمانتون Normanton قبل الدخول إلى خليج كاربنتاريا عبر ميناء الصيد الرئيسي كارومبا Karumba, طول النهر 420 كم ومساحته 50445 كم2, في عام 1974 حدث فيضان النهر بارتفاع 8.8 متر حيث غطى مدينة نورمانتون ونكست الأعلام فيها.
مترجم من Norman River